# Kisambaeri
Kisambaeri (Amaiweri), maleno pleme porodice Harakmbet, koje je nekoć živjelo na rijeci Wasorokwe, pritoci Karene, Peru. Nešto ih je preživjelo nakon epidemija boginja i influence koje su ih pogodile 1950., a sada žive sa Sapiterima na rijeci Pukiri u Shiringayocu, na rijeci Madre de Dios i Boca Ishiriwe (boca del río Isiri), također na Madre de Diosu. Prema Ribeiri i Wiseu (1978), mjihov jezik je moguće dijalekt amarakaerija. Ima ih oko 30.